# زووین‌درخت (بلژیک)
شهر زِوِین - دِرِخت (به هلندی: Zwijndrecht) در شهرستان آنتورپن در استان آنتورپن در منطقه فلاندِرِن در کشور بلژیک واقع شده‌است.